# 広瀬久美子
広瀬 久美子（ひろせ くみこ）は、日本のフリーアナウンサー。元NHKアナウンサー。旧姓、白石。

## 経歴・人物
千葉県市川市生まれ。自称「猫年生まれ」であり生年月日は非公表。従兄に安岡章太郎がいる。東京教育大学附属中学校・高等学校（現：筑波大学附属中学校・高等学校）、早稲田大学第一文学部国文学科を卒業後、1963年にNHK入局。同期には森本毅郎、山田康夫、加賀美幸子、村田幸子などがいる。アナウンサーとして、ラジオ第1放送では『土曜サロン〜広瀬久美子のラジオワイド』を、前身番組の時代から22年間にわたって担当した。
また、総合テレビジョンでは『週刊ボランティア』『平成世の中研究所』『きょうの料理』『婦人百科』『趣味の園芸』など、ラジオ第1放送では平日の『午後のロータリー』『みんなの茶の間』など数多くの番組を担当し、1980年代から1990年代にかけては総合テレビジョン・教育テレビジョンの放送終了時のアナウンスを担当した。一方で、NHK在職中から文部省、経済企画庁、総務庁（いずれも当時）など政府機関の各種審議委員を歴任している。
2000年8月、NHKを「卒業」。以降はフリーアナウンサーとしてテレビやラジオへの出演や講演、執筆など幅広く活動している。2001年から2002年3月にかけては東京成徳短期大学講師を務めた。

## 出演番組
- みんなの茶の間（ラジオ第1放送）
- 歌の星座（ラジオ第1放送）
- 午後のロータリー（ラジオ第1放送）
- こんにちはラジオセンター（ラジオ第1放送）
- 土曜サロン（ラジオ第1放送）
- NHK教養セミナー 現代の科学（教育テレビジョン）
- 週刊ボランティア（教育テレビジョン）
- 福祉ネットワーク「公開すこやか介護」（教育テレビジョン、2009年度から） - 進行

## 役職歴
- 環境省「地球温暖化防止のための〜環の国くらし会議〜」委員
- 全国社会福祉協議会運営委員
- 独立行政法人「国立青年の家」運営委員会委員
- ヒューマンアニマルボンド学会理事
- 長野県上伊那郡飯島町「ふるさと大使」

## 著書
- 『女の器量は言葉しだい : 本音で生きたい』リヨン社、1984年10月。
- 『女の人生度胸しだい : 言葉は切り札』リヨン社、1987年6月15日。
- 『女性の祝辞はハートしだい 〜披露宴のスピーチもこれでキ・マ・リ』（1989年、長岡書店）
- 『お局さまのひとりごと 〜スタジオの片隅で〜』（1997年、講談社）
- 『女の戦は果てしなく』（2001年、講談社）
- 『わが家は猫が器量よし』（2001年、洋泉社）
- 『ことば美人は一生の得』（2002年、幻冬舎文庫・海竜社）
- 『仕事上手は自由への道』（2002年、大和出版）
- 『介護上手の胸の内』（2005年、集英社）
- 『幸せを呼ぶ美人話法』（2006年、海竜社）
- 『大人しく老いてなんかいられない』（2017年、海竜社）